# یک خدمتکار سیاه‌پوست خوشگل
یک خدمتکار سیاه‌پوست خوشگل (ایتالیایی: Una bella governante di colore) یک فیلم کمدی سکسی سبک ایتالیایی به کارگردانی لوئیجی روسو است که در سال ۱۹۷۶ منتشر شد.

## گزیدهٔ بازیگران
- رنتسو مونتانیانی
- اینس پلگرینی
- ارکیده‌آ د سانتیس
- ماریزا مرلینی
- کارلو دله پیانه
- جانفرانکو دانجلو